# エリック・ハイドシェック
エリック・ハイドシェック（Éric Heidsieck, 1936年8月21日 - ）はフランスのピアニスト。

## 経歴
シャンパーニュ地方のランス生まれ。ドイツ系の家系であり、独語読みの場合はハイトジーク、仏語読みではアイドシック。有名なシャンパン醸造元シャルル・エドシック（アイドシック）家の御曹司。実家は自らブドウを栽培し醸造するレコルタン・マニピュランではなく栽培農家からブドウを買い付け醸造のみをおこなうレコルタン・ネゴシアン。現在も醸造をつづけいているがエドシーク家はビジネスから離れている。
父はアマチュアチェロ奏者、母はピアニストという恵まれた音楽環境の元で育ち、母の教えのもと6歳でピアノを始める。一方でランスの自宅にはしばしば著名な音楽家が招かれ演奏会がおこなれた。ハイドシェックは『大変良い勉強になったのはいうまでもない。間近での一流の演奏家たちの息遣いや細かい表情に接することができたのだ』と述懐している。
エリック・ハイドシェックはアルフレッド・コルトーの愛弟子の一人であり、コルトーの勧めで6歳より本格的な勉強を始める。1952年にパリ国立高等音楽院に進学。ブランシュ・バスクレ・ド・ゲラルディ（Blanche Bascouret de Gueraldi）、マルセル・シャンピに師事。1954年にプルミエ・プリ（首席）で卒業する。
1955年フランス、サル・ガヴォーでデビューを果たし、同年パリのシャンゼリゼ劇場でのリサイタルが成功し、名声を高める。1957年にはヴィルヘルム・ケンプの薫陶も受けている。

1960年にアメリカデビューを果たし、ターニャと結婚。50年代末から60年代にかけてのハイドシェックは主にモーツァルト弾きとして、ヴァンデルノートと第20番、第21番、第23番、第24番、第25番、第27番のピアノ協奏曲の録音を残している。また師匠のアルフレッド・コルトーには彼の死の年（1962年）まで指導を受ける。その後、旧ソ連、イギリス等で活動した。特に日本には熱心なファンが多い。またリヨン国立高等音楽院教授を17年間つとめ、後進の指導にも当たっている。
1968年に初来日、以降　定期的に日本を訪れている。80年代に発表した宇和島でのライブ盤が宇野功芳の絶賛により話題を呼び、同地でのライブ盤が４枚作成されている。

## スタイル
ベートーヴェンとモーツァルトの個性的かつスタイリッシュな解釈で知られる。1989年から1994年にかけて愛媛県宇和島市の南予文化会館で行われた一連のライブ録音は宇野功芳の絶賛と相まって有名であり、中でもベートーヴェンの『テンペスト』は評価が高い。他にも賛否は分かれるが、ショパンやブラームス、シューベルト、ドビュッシー、フォーレ、ヘンデル、シューマン、ラヴェルなども得意としている。即興演奏も得意で、さまざまな音楽様式に関する知識を用いて、《ラ・マルセイエーズの主題による変奏曲》といった変わった録音も残しており、たびたびリサイタルのアンコールで取り上げられる。

## ディスコグラフィー

### Charlin
- ベートーヴェン ピアノ・ソナタ28番30番

ピアノ・ソナタ第28番イ長調 Op.101
ピアノ・ソナタ第30番ホ長調 Op.109
　録音時期:1965年頃
録音方式:ステレオ(アナログ/セッション)
- ベートーヴェン ピアノ・ソナタ31番Op.110，32番Op.111

ピアノ・ソナタ第31番変イ長調 Op.110
ピアノ・ソナタ第32番ハ短調 Op.111
録音時期:1963年頃
録音方式:ステレオ(アナログ/セッション)
- ブラームス ピアノ・ソナタ3番

ブラームス：ピアノ・ソナタ第3番ヘ短調 Op.5
録音時期:1970年代中頃
録音方式:ステレオ(アナログ/セッション)

### EMI
- ベートーヴェン：ピアノ・ソナタ２９番「ハンマークラヴィア」

録音：23,25,27.IX.1957, Salle Wagram, Paris（モノラル）
- ヘンデル： 組曲第3番ニ短調 HWV.428 第2番ヘ長調 HWV.427 組曲第9番ト短調 HWV.439 組曲第16番ト短調 HWV.452

録音：30.IX, 1-2.X.1957, Salle Wagram, Paris（モノラル）
- モーツァルト：1. ピアノ協奏曲第24番ハ短調 K.491第21番ハ長調 K.467

アンドレ・ヴァンデルノート指揮、パリ音楽院管弦楽団　録音：24,26-28.XII.1957, 25.XI.1958, Salle Wagram, Paris（モノラル）
- ベートーヴェン：32の変奏曲Op.191，メンデルスゾーン：厳格な変奏曲Op.54，ブラームス：ヘンデルの主題による変奏曲とフーガOp.24

録音：26.IX.1957(1),20(2),21(3).XI.1958, Salle Wagram, Paris（モノラル）
- ヒンデミット ピアノ・ソナタ第1番イ短調 ピアノ・ソナタ第2番ト長調 ピアノ・ソナタ第3番変ロ長調

録音：7-8.XI.1959, Salle Wagram, Paris（ステレオ）
- モーツァルト ピアノ協奏曲第23番イ長調 K.488 ピアノ協奏曲第20番 ニ短調 K.466

アンドレ・ヴァンデルノート指揮、パリ音楽院管弦楽団 録音：3,8.VI.1960, Salle Wagram, Paris（ステレオ）
- ベートーヴェン ピアノ・ソナタ第23番ヘ短調 Op.57『熱情』　第26番変ホ長調 Op.81a『告別』第29番変ロ長調 Op.106『ハンマークラヴィーア』

録音：3-4.X.1960（1-2　ステレオ）, 5-6.III.1958（3　モノラル）, Salle Wagram, Paris
- モーツァルト ピアノ協奏曲第25番ハ長調 K.503 ピアノ協奏曲第27番変ロ長調 K.595

アンドレ・ヴァンデルノート指揮、パリ音楽院管弦楽団　　録音：5-7.IX.1961, Salle Wagram, Paris（ステレオ）
- ショパン：ピアノ協奏曲第1番ホ短調 Op.11 リスト：ピアノ協奏曲第1番変ホ長調 S.124

ピエール・デルヴォー指揮、コンセール・コロンヌ 録音：5,20.XI.1961, Salle Wagram, Paris（ステレオ）
- フォーレ 夜想曲全曲 主題と変奏 嬰ハ短調 Op.73

録音：21-22 .X.1960(1), 17.X.1962(2), Salle Wagram, Paris（ステレオ）
- ヘンデル 組曲第4番ホ短調 HWV.429第14番ト短調 HWV.441番ニ短調 HWV.436第12番ホ短調 HWV.439

録音：18-21,30.IX.1964, Salle Wagram, Paris（ステレオ）
- ベートーヴェン ピアノ・ソナタ第2番イ長調 Op.2-2第3番ハ長調 Op.2-3第4番変ホ長調 Op.7

録音：24.IX.1969(1), 11(2), 26(3).XI.1971, Salle Wagram, Paris（ステレオ）
- ベートーヴェン ピアノ・ソナタ第1番ヘ短調 Op.2-1 第5番ハ短調 Op.10-1 第6番ヘ長調 Op.10-2 第7番ニ長調 Op.10-3第22番ヘ長調 Op.54

録音：26.IX.1967(5), 8-9.II.1968(1,3), 11.XII.1968(4), 30.V.1969(2), Salle Wagram, Paris（ステレオ）
- ベートーヴェン ピアノ・ソナタ第8番ハ短調 Op.13『悲愴』第9番ホ長調 Op.14-1第10番ト長調 Op.14-2第11番変ロ長調 Op.22

録音：28-29.IX.1967(1), 04.IV.1968(3), 10.XII.1968(2), 05.III.1971(4), Salle Wagram, Paris（ステレオ）
- ベートーヴェン：ピアノ・ソナタ第12番変イ長調 Op.26『葬送』第13番変ホ長調 Op.27-1第14番嬰ハ短調 Op.27-2『月光』第15番ニ長調 Op.28『田園』

録音：25.IX.1967(1-2), 10-11.XII.1968(3-4), Salle Wagram, Paris（ステレオ）
- ベートーヴェン ピアノ・ソナタ第16番ト長調 Op.31-1第17番ニ短調 Op.31-2『テンペスト』第18番変ホ長調 Op.31-3第20番ト長調 Op.49-2

録音：26.IX.1967(2,4), 04.IV.1968(1,3), Salle Wagram, Paris（ステレオ）
- ベートーヴェン ピアノ・ソナタ第19番ト短調 Op.49-1第21番ハ長調 Op.53『ワルトシュタイン』第23番ヘ短調 Op.57『熱情』第25番ト長調 Op.79第26番変ホ長調 Op.81a『告別』

25-26.IX.1967(1,2,4), 8.II.1968(3), 5.IV.1968 (5), Salle Wagram, Paris（ステレオ）
- ベートーヴェン ピアノ・ソナタ第27番ホ短調 Op.90第28番イ長調 Op.101第29番変ロ長調 Op.106『ハンマークラヴィーア』

録音：28.IX.1967(1), 13-14,17.IV.1970(2), 30.X,17.XI.1972(3), Salle Wagram, Paris（ステレオ）
- ベートーヴェン ピアノ・ソナタ第24番嬰ヘ長調 Op.78『テレーゼ』第30番ホ長調 Op.109第31番変イ長調 Op.110第32番ハ短調 Op.111

録音：25.IX.1967(1), 28.XI.1972(2), 04.XII.1972(3), 10.I.1973(4), Salle Wagram, Paris（ステレオ）
- F.クープラン：フランス人気質、またはドミノ/ラヴェル：夜のガスパール/ドビュッシー：ラモー賛歌/ドビュッシー：版画/ルーセル：ソナチネ

録音：4-25.IV,30.V.1969, Salle Wagram, Paris（ステレオ）
- ブラームス：2台のピアノのためのソナタ ヘ短調 Op.34b/リスト：悲愴協奏曲 ホ短調 S.258/ベートーヴェン：エロイカ変奏曲 変ホ長調 Op.35

ターニャ・ハイドシェック（ピアノ：1,2） 録音：8,10.VI.1970(3), 10,26.VI.1970,4.IX.1970,11.I.1971 (1), 29.IV.1971,30.X.1972(2), Salle Wagram, Paris（ステレオ）
- モーツァルト 幻想曲 ハ短調 K.475/ピアノ・ソナタ第14番ハ短調 K.457/ ピアノ・ソナタ第8番イ短調 K.310

録音：31.X.,01.XI.1970、東京、東芝音楽工業（東芝EMI）第1スタジオ（ステレオ）
- ベートーヴェン チェロ・ソナタ全集（5曲）Ｐ．トルトゥリエ（ｖｃ）Ｅ．ハイドシェック（ｐｆ）

録音：13,15(1), 15-16(2).VII.1971, 24-25.II.1972(3), Salle Wagram, Paris（ステレオ）
- ラヴェル 高雅で感傷的なワルツ M.61　マ・メール・ロワ M.60夜のガスパール M.55　初CD化

30.V.1969(3), 7,8,10.I.1974(1,2), Salle Wagram, Paris（ステレオ）
- フォーレ チェロ・ソナタ1番Op.109，2番Op.117，悲歌Op.24，蝶々Op.77，セレナーデOp.98 Ｐ.トルトゥリエ（ｖｃ）Ｅ.ハイドシェック（ｐｆ）

録音：21.I(3), 22.IV(1), 28.VI(2,4,5).1974, Salle Wagram, Paris（ステレオ）

### CASSIOPEE (カシオペ)
- リスト　ハンガリー狂詩曲第7番、2つの伝説、他

・超絶技巧練習曲第７番変ホ長調『エロイカ』
・６つのコンソレーション
・ハンガリー狂詩曲第７番ニ短調
・２つの伝説
録音：1974年（ステレオ）
- シューベルト　さすらい人幻想曲、幻想曲ヘ短調

・Fantaisie en ut mineur, op. 15 "Wanderer-Fantasie"
・Fantaisie en fa mineur op. 103 pour 4 mains (avec Tania Heidsieck)
Stereo Recording: 1975
- フォーレ:舟歌(全13曲)
- フォーレ　バラード　幻想曲　９つの前奏曲

・Fantaisie, op. 111
・Les 9 preludes
・Ballade, op. 19
Pierre Doukan, violin,Emmanuel Krivine, violin,Bruno Pasquier, viola,Lily Laskine, harp,Orchestre du Festival du Grand Rue,Roberto Benzi, conductor
Stereo Recording: 1973, 1974
- ショパン:前奏曲集（25曲）
- ショパン:バラード
- メンデルスゾーン:復活祭のソナタ（1828），シューマン:ウィーンの謝肉祭Op.26
- シューベルト グラン・デュオ、楽興の時　ハイドシェック、Ｔ．ハイドシェック
- フォーレ バイロイトの思い出、ドリー、前奏曲集　ハイドシェック、Ｔ．ハイドシェック Souvenirs de Bayreuth, Dolly, Preludes : Heidsieck, T.Heidsieck

・les 9 Preludes
・Dolly, Op. 56
・Souvenirs de Bayreuth
Eric Heidsieck, piano/Tania Heidsieck, piano/ Orchestre du Festival du Grand Rue
Stereo Recording: 1974
- バッハ パルティータ全曲
- バッハ イタリア協奏曲,フランス風序曲
- ドビュッシー 前奏曲集第1巻
- ドビュッシー 前奏曲集第2巻
- モーツァルト ピアノソナタ集

ピアノ・ソナタ第8番イ短調 K.310
幻想曲 ハ短調 K.475
ピアノ：ソナタ第14番ハ短調K.457
録音：1975年パリ（ステレオ）
- ヘンデル　組曲全曲

### Overseas (テイチク)
- モーツァルト＝フォーレ／ハイドシェック・デュオ

1 モーツァルト：２台のピアノのためのソナタ　ニ長調　K.448
2 フォーレ：組曲　『ドリー』全曲　作品５６
3 ドビュッシー：夜想曲より（雲、祭）
収録 パリ国立博物館
- ルジェ・ド リールに捧ぐ ( ｢ラ マルセイエーズ｣ の主題によるパラフレーズ)

1.ラ・マルセイエーズ・ベートーヴェン風(序奏と主題)
2.同モーツァルト風
3.同バッハ風
4.同ヘンデル風
5.同前期ロマン派風
6.同シューマン風
7.同シューベルト風
8.同ショパン風
9.同リスト風
10.同メンデルスゾーン風
11.同ブラームス風
12.同ウェーバー風
13.同ラフマニノフ風
14.同グリーグ風
15.同フォーレ風
16.同ドビュッシー風
17.同クープラン風
18.同ラヴェル風
19.同ストラヴィンスキー風
20.同現代曲風
21.怒りの日
録音：1988. 12. 10 ストラスブールにおけるライヴ録音
- ハイドシェック/ウィルヘルム・ケンプに捧ぐ

1.ブラームス　六つの小品op.118~間奏曲イ短調/同イ長調/バラード ト短調
2.ヘンデル　組曲ト短調
3.ブラームス　ヘンデルの主題のよる変奏曲とフーガ
4.ベートーヴェン ピアノ・ソナタ第30番ホ長調op.109
5.ドビュッシー 前奏曲第1巻~デルフィの舞姫たち/帆
ケンプ追悼コンサート 1991.12.2パリ録音
- ハイドシェック／ワルトシュタイン

1 ベートーヴェン ピアノ・ソナタ第11番変ロ長調
2 ベートーヴェン ピアノ・ソナタ第21番ハ長調『ワルトシュタイン』
3 ベートーヴェン 自作主題による6つの変奏曲
録音：1992年6-7月、パリ（デジタル）
- ハイドシェック／ベートーヴェン：田園・ソナチネ

1 ベートーヴェン ピアノ・ソナタ 第15 番 ニ長調 作品28「田園」
2 ベートーヴェン ピアノ・ソナタ 第20 番 ト長調 作品49 の2「ソナチネ」
3 ベートーヴェン ピアノ・ソナタ 第32 番 ハ短調 作品111
録音:1993年4月、7月/パリ、レバノン教会
- ハイドシェック/メフィスト・ワルツ＜リスト名曲集＞

1 ノルマの回想（ベッリーニ／リスト）
2  葬送曲（詩的で宗教的な調べ　第7曲）
3  小鳥に語るアシジの聖フランシス（伝説　第1曲）
4  波を渡るパオラの聖フランシス（伝説　第2曲）
5  悲しみのゴンドラ第1番
6  メフィスト・ワルツ第1番
録音時期：1994年8月
録音場所：パリ、サル・アディヤール
録音方式：ステレオ（デジタル／セッション）
- ハイドシェック/フォーレリサイタル

即興曲第1番変ホ長調
即興曲第2番ヘ短調
即興曲第3番変イ長調
即興曲第4番変ニ長調
即興曲第5番嬰ヘ短調
ヴァルス・カプリス第1番イ長調
ヴァルス・カプリス第2番変ニ長調
ヴァルス・カプリス第3番変ト長調
ヴァルス・カプリス第4番変イ長調
8つの小品 op.84
録音：1993年4月、7月、パリ、聖ペテロ福音教会（デジタル）

#### 宇和島録音
- ハイドシェック/テンペスト・版画

モーツァルト：ピアノソナタ第12番ヘ長調 K.332
ベートーヴェン：ピアノソナタ第17番ニ短調『テンペスト』
シューベルト：即興曲 変ロ長調 D.935-3
ドビュッシー：版画
ヘンデル：アダージョ（組曲第2番より）
ヘンデル：クーラント（組曲第9番より）
ストラヴィンスキー：ピアノ・ソナタ
録音：1989年9月22日宇和島市南予文化会館におけるライブ録音
- ハイドシェックin 宇和島'91

ヘンデル：組曲第3番ニ短調
モーツァルト：変奏曲ヘ長調 K.54
モーツァルト：ロンド イ長調 K.511
ベートーヴェン：ピアノ・ソナタ第9番ホ長調
ショパン：舟歌
フォーレ：夜想曲第11番
ドビュッシー：ビーノの門
フォーレ：夜想曲第8番変ニ長調
録音：1991年5月23、24日　宇和島南予文化会館におけるセッション録音
- ハイドシェック/悲愴・月光・熱情(宇和島ライブ2)

ベートーヴェン:ピアノ・ソナタ 第8番 ハ短調 作品13「悲愴」
ベートーヴェン:ピアノ・ソナタ 第14番 嬰ハ短調 作品27の2「月光」
ベートーヴェン:ピアノ・ソナタ 第23 番 ヘ短調 作品53「熱情」
録音:1991年5月24日 宇和島市南予文化会館大ホール(ライヴ)
- ハイドシェック/革命・告別・幻想

ベートーヴェン：32の変奏曲ハ短調
ベートーヴェン：ピアノ・ソナタ第26番変ホ長調『告別』
シューベルト：即興曲変ト長調 op.90-3
シューベルト：即興曲変ホ長調 op.90-2
シューベルト：即興曲変イ長調 op.90-4
ショパン：ポロネーズ第7番変イ長調『幻想』
ショパン：エチュード第12番『革命』
ショパン：前奏曲第25番嬰ハ短調
ドビュッシー：とだえたセレナード
ハイドシェック：『ラ・マルセイエーズによる変奏曲』～プロコフィエフ風
録音：1994年11月18日宇和島市南予文化会館におけるライブ録音

### PIANOVOX
- Beethoven Piano Sonatas op.101&106
- Beethoven Piano Sonata 30-32

### INTERGRAL Classic
- ベートーヴェン:ピアノ協奏曲第5番

ベートーヴェン：ピアノ協奏曲第5番　変ホ長調 Op.73「皇帝」
ベートーヴェン：ピアノ・ソナタ第5番　ハ短調 Op.10-1
ジャン＝ジャック・ウェルナー（指）レオン・バージン管弦楽団
録音：2004年2月、ライヴ録音
- モーツァルト:ピアノ協奏曲 第17番 他 (2007)

モーツァルト：ピアノ協奏曲第17番ト長調 K.453
モーツァルト：ピアノ協奏曲第10番変ロ長調 K.365
J.S.バッハ：2台のピアノによる協奏曲ハ短調 BWV.1060
　タニア・ハイドシェック（p）
カメラータ・ジオン　田部井　剛（指揮）
録音：2005年（デジタル）トッパンホールでのライブ録音
- エリック・ハイドシェック～50年の調べ

1. ハイドン：ピアノソナタ 第59番 変ロ長調
2. ベートーヴェン：6つのバガテル Op.126
3. シューベルト：4手のための大ロンド イ長調 Op.107
4. フォーレ：夜想曲 Op.104／Op.119／Op.99
5. ハイドシェック：5つの前奏曲
ターニャ・ハイドシェック（Pf）（3）
- ６つの小品、創作主題による変奏曲、シューマンの主題による変奏曲　ハイドシェック、Ｔ.ハイドシェック

1 ブラームス 創作主題による変奏曲 Op.21-1 [15:20]
2 ブラームス 6つの小品 Op.118 [22:08]
3 ブラームス シューマンの主題による変奏曲 Op.23（連弾） [16:13]
ターニャ・ハイドシェック（ピアノ、Op.23）
録音：2008年4月、パリ
- 『ラ・マルセイエーズ』の主題による２３のパラフレーズ

1.　『ラ・マルセイエーズ』の主題による23のパラフレーズ
2.　ミシェル・ベナールの詩『砂丘』よりプレリュード
3.　フランソワ・ヴィヨンの詩『過ぎし日の令夫人たちのバラード』よりロンド
録音時期：1988年12月＆2010年3月（1）、2008年（2,3）
録音場所：ストラスブール＆パリのスコラ・カントゥルム音楽院（1）

### SAKURA
- ハイドシェック | バッハ ~ ベートーヴェン ~ バッハ(2018)

1　J.S.バッハ：平均律クラヴィーア曲集第1巻よりフーガ第1番ハ長調 BWV.846-2
2　J.S.バッハ：平均律クラヴィーア曲集第1巻より前奏曲とフーガ第11番ヘ長調 BWV.856
3　J.S.バッハ：平均律クラヴィーア曲集第1巻より前奏曲とフーガ第12番ヘ短調 BWV.857
4　ベートーヴェン：創作主題による6つの変奏曲ヘ長調 Op.34（ハイドシェックの短いナレーションに続いて）
5　J.S.バッハ：フランス組曲第5番ト長調 BWV.816
6　J.S.バッハ：フランス組曲第6番ホ長調 BWV.817
　録音：バッハ：2017年6月＆12月　フランス、ビュシェール（セッション）ベートーヴェン：2007年8月　草津国際音楽アカデミー（ライヴ）
　ピアノ／YAMAHA CF Ⅲ）
- ハイドシェック バッハ : フランス組曲 II（2021）

1. J.S.バッハ：フランス組曲第4番変ホ長調 BWV.815
2. J.S.バッハ：フランス組曲第2番ハ短調 BWV.813
3. J.S.バッハ：フランス組曲第1番ニ短調 BWV.812
4. ハイドシェック：モーリス・クーロンの詩による前奏曲集『4大元素～海』全曲
5. ハイドシェック：モーリス・クーロンの詩による前奏曲集『4大元素～大地』より第6曲『心満たされる風景』
6. ドビュッシー：前奏曲集 第1巻より『亜麻色の髪の乙女』
　録音時期：2019年5月＆6月（1-3）　2003年8月18日（4-6）
　録音場所：フランス、ビュシェール（1-3）　群馬県、草津国際音楽祭（4-6）

### NEITBUCK
- モーツァルト:ピアノ協奏曲第22番

ケーゲルとのライブ録音　1967年11月14日 ライプツィヒ・コングレスハレ

### King International
- Ｎ響８５周年記念シリーズ モーツァルト：ピアノ協奏曲第２４番

モーツァルト：ピアノ協奏曲第24番ハ短調 K.491 　NHK交響楽団 ピエール・デルヴォー（指揮）
録音時期：1978年11月8日、11月15日
録音場所：東京、NHKホール
録音方式：ステレオ（ライヴ）

### Altus
- ベートーヴェン　三重協奏曲

フランス国立放送管弦楽団 ジャン・マルティノン（指揮）
録音時期：1970年3月11日
録音場所：パリ、シャンゼリゼ劇場
録音方式：ステレオ（ライヴ）

### Tamayura（キング）
- シューマン 「子供の情景 Op.15」、ドビュッシー 「子供の領分」 他

1 シューマン：子供の情景 Op.15
2 ドビュッシー：子供の領分
3 サティ：３つのジムノペディ
4 クープラン：フランス人気質またはドミノ
5 ラヴェル：マ・メール・ロワ(四手)
ターニャ・ハイドシェック(⑤ ピアノ)
録音時期：2008年6月11-13日
録音場所：キング関口台第１スタジオ

### ビクター
- モーツァルト ピアノ・ソナタ全集Ｖｏｌ．1
- モーツァルト ピアノ・ソナタ全集Ｖｏｌ．2
- モーツァルト ピアノ・ソナタ全集Ｖｏｌ．3
- モーツァルト ピアノ・ソナタ全集Ｖｏｌ．4

- モーツァルト ピアノ協奏曲選集Vol.I

1 ピアノ協奏曲第24番ニ短調K.491
2 ピアノ協奏曲第26番二長調K.537「戴冠式」
ザルツブルク・モーツァルテウム管弦楽団ハンス・グラーフ（指揮）
録音：1ザルツブルク
- モーツァルト ピアノ協奏曲選集Vol.Ⅱ

1 ピアノ協奏曲第20番ニ短調K.466
2 ピアノ協奏曲第27番変ロ長調K.595
ザルツブルク・モーツァルテウム管弦楽団ハンス・グラーフ（指揮）
録音：1992年10月13～14日、ザルツブルク
- モーツァルト ピアノ・ソナタ全集Ｖｏｌ．5

1 ピアノ・ソナタ第1番ハ長調K.279
2 ピアノ・ソナタ第12番ヘ長調K.332
3 ピアノ・ソナタ第13番変ロ長調K.333
4 アダージョ ロ短調K.540. 録音
1993年2月18～20日、パリ
- モーツァルト ピアノ協奏曲選集Vol.Ⅲ

1 ピアノ協奏曲第22番変ホ長調K.482
2 ピアノ協奏曲第23番イ長調K.488
ザルツブルク・モーツァルテウム管弦楽団ハンス・グラーフ（指揮）
録音：1993年4月3～4日、ザルツブルク
- モーツァルト ピアノ協奏曲選集Vol.Ⅳ

1 ピアノ協奏曲第19番ヘ長調K.459
2 ピアノ協奏曲第21番ハ長調K.467
ザルツブルク・モーツァルテウム管弦楽団ハンス・グラーフ（指揮）録音
1993年9月9～10日、ザルツブルク
- モーツァルト ピアノ協奏曲選集Vol.Ⅴ

1 ピアノ協奏曲第12番イ長調K.414
2 ピアノ協奏曲第25番ハ長調K.503
ザルツブルク・モーツァルテウム管弦楽団 ハンス・グラーフ（指揮）録音
1994年5月6～7日、ザルツブルク
- モーツァルト ピアノ協奏曲選集Vol.Ⅵ

1 ピアノ協奏曲第9番変ホ長調K.271「ジュノーム」
2 ピアノ協奏曲第18番変ロ長調K.456「パラディース」
ザルツブルク・モーツァルテウム管弦楽団ハンス・グラーフ（指揮）録音
1994年9月30日～10月1日、ザルツブルク
- ショパン 革命

1.ポロネーズ第７番変イ長調ｏｐ．６１「幻想ポロネーズ」
2. 夜想曲第１３番ハ短調ｏｐ．４８－１
3. マズルカ第３１番変イ長調ｏｐ．５０－２
4.幻想曲ヘ短調ｏｐ．４９
5.夜想曲第７番嬰ハ短調ｏｐ．２７－１
6.夜想曲第８番変ニ長調ｏｐ．２７－２
7.夜想曲第５番嬰ヘ長調ｏｐ．１５－２
8.練習曲第５番変ト長調ｏｐ．１０－５「黒鍵」
9.練習曲第６番変ホ短調ｏｐ．１０－６
10.練習曲第１２番ハ短調ｏｐ．１０－１２「革命」
11.マズルカ第３７番変イ長調ｏｐ．５９－２
12.ポロネーズ第６番変イ長調ｏｐ．５３「英雄ポロネーズ」

### cybelia
- メルレ/24のプレリュード